# Kollerua uniarticulatum
Kollerua uniarticulatum är en kräftdjursart som först beskrevs av Borutsky 1928.  Kollerua uniarticulatum ingår i släktet Kollerua och familjen Cletodidae. Inga underarter finns listade i Catalogue of Life.